# Vlkov (ort i Tjeckien, Vysočina)
Vlkov är en ort i Tjeckien.   Den ligger i regionen Vysočina, i den sydöstra delen av landet, 150 km sydost om huvudstaden Prag. Vlkov ligger 506 meter över havet och antalet invånare är 254.
Terrängen runt Vlkov är lite kuperad.Runt Vlkov är det ganska tätbefolkat, med 65 invånare per kvadratkilometer. Närmaste större samhälle är Velké Meziříčí, 14,0 km väster om Vlkov. I omgivningarna runt Vlkov växer i huvudsak blandskog.